# Петер Манкоч
Петер Манкоч (4 липня 1978 , Любляна ) — словенський плавець.
Учасник Олімпійських Ігор 1996, 2000, 2004, 2008, 2012 років.
Чемпіон світу з водних видів спорту 2002, 2004, 2008 років, призер 2006 року.
Призер Чемпіонату Європи з водних видів спорту 2008 року.
Чемпіон Європи з плавання на короткій воді 2000, 2001, 2002, 2003, 2004, 2005, 2006, 2007, 2008, 2011 років, призер 1999, 2009, 2010, 2012 років.
Призер літньої Універсіади 2001, 2003 років.